# Русийон (Изер)
Русийон (фр. Roussillon) — коммуна во Франции, находится в регионе Рона — Альпы. Департамент коммуны — Изер. Входит в состав кантона Русийон. Округ коммуны — Вьен.
Код INSEE коммуны — 38344. Население коммуны на 2006 год составляло 8 047 человек. Населённый пункт находится на высоте от  до  метров над уровнем моря. Муниципалитет расположен на расстоянии около 6490 км юго-восточнее Парижа, 6100 км юго-восточнее Лиона, 6000 км юго-восточнее Гренобля. Мэр коммуны — Marcel Berthouard, мандат действует на протяжении 2008—2014 гг.
Динамика населения (INSEE):